# Shahrak-e Soflá
Shahrak-e Soflá (persiska: شَهرَكِ سُفلَى, شَريكِۀ پائين, شاراكِ پائين, شهرک سفلی) är en ort i Iran.   Den ligger i provinsen Kurdistan, i den nordvästra delen av landet, 400 km väster om huvudstaden Teheran. Shahrak-e Soflá ligger 1 938 meter över havet och antalet invånare är 296.
Terrängen runt Shahrak-e Soflá är huvudsakligen lite kuperad. Shahrak-e Soflá ligger nere i en dal.Runt Shahrak-e Soflá är det ganska tätbefolkat, med 52 invånare per kvadratkilometer. Närmaste större samhälle är Charmīleh, 17,1 km väster om Shahrak-e Soflá. Trakten runt Shahrak-e Soflá består i huvudsak av gräsmarker.